# Wedeler TSV
Der Wedeler TSV ist ein Mehrspartensportverein aus der 33.000-Einwohnerstadt Wedel, die vor den Toren Hamburgs im Kreis Pinneberg liegt. Die 1. Fußballmannschaft spielte bis 2019 in der Oberliga Hamburg.

## Geschichte
Der Ursprungsverein Wedeler Männer-Turnverein (Wedeler MTV) wurde im Jahr 1863 gegründet. 1873 erfolgte die Einstellung des Turnbetriebs, nachdem es bei der Turnausübung in einem Gasthof an der Austraße zu einem Unfall mit Todesfolge gekommen war. Erst 1880 wurde der Turnbetrieb wiederaufgenommen. 1903 entstand der Wedeler Arbeiter-Turn- und Sportverein.
Laut Einigung zwischen dem Wedeler MTV und der Stadt, die im Jahr 1911 in einem Erbbauvertrag festgehalten wurde, wurde in der Nähe der Wedeler Windmühle ein Gelände für den Turnbetrieb abgestellt. Dort fand am 29. Juni 1914 ein Gauturnfest statt.
Im September 1927 wurde am Rosengarten eine zu großen Teilen in Eigenarbeit entstandene Turnhalle des Wedeler Turnvereins eingeweiht, 1930 fand die Eröffnung einer in der Bergstraße gelegenen Halle des Arbeiter-Turn und Sportvereins statt. Im Mai 1933 wurde der Arbeiter-Turn und Sportverein von den Nationalsozialisten verboten, die Turnhalle von der SA beschlagnahmt und der Vorsitzende Johann Ehlers durch das NSDAP-Mitglied Hans Blohm ersetzt.
Am 26. April 1947 schlossen sich nach dem Ende des Zweiten Weltkriegs die Sportvereine der Stadt zum Wedeler Turn- und Sportverein (Wedeler TSV) zusammen. Die Genehmigung der Vereinssatzung durch die Militärregierung erfolgte im April 1947, Vereinsvorsitzender wurde Heinrich Jens. 1953 wurde das Elbestadion an der Bekstraße fertiggestellt.
Ein 1921 auf dem TSV-Vereinsgelände am Rosengarten errichtetes Denkmal in Gedenken an die während des Ersten Weltkriegs gefallenen Mitglieder des Wedeler Turnvereins wurde 1963 umgestaltet, eine zuvor 15 Jahre verschollene Gedenkplatte in Erinnerung an die gefallenen ATSV-Mitglieder wurde ebenfalls in dem Ehrenhof aufgebaut. Diese Gedenkstätte wich später wie das gesamte Vereinsgelände am Rosengarten einer Neubebauung. Diesem Schritt fiel auch der dortige Sportplatz zum Opfer, der veräußert wurde, um den Neubau einer Halle an der Bekstraße bestreiten zu können. Anstatt der Gedenkstätte am Rosengarten wurde 1996 am Elbestadion eine Gedenkstele eingerichtet. Die 1927 eingeweihte Halle am Rosengarten, die lange von der Boxabteilung genutzt wurde, wurde 2005 abgerissen. An ihrem vormaligen Standort erinnert eine verkleinerte Nachbildung aus Bronze an das Gebäude.
Nach dem Ableben des TSV-Vorsitzenden Heinrich Jens im Jahr 1961 trat Carlheinz Böttcher ein Jahr später dessen Nachfolge an. Im Jahr 1975 zählte der Verein 3000 Mitglieder. 1978 wurde Arno Barnick neuer Vereinsvorsitzender, der zuvor unter anderem Jugendwart sowohl des Gesamtvereins als auch der Fußballabteilung gewesen war. Unter Barnicks Leitung stieg die Mitgliederzahl auf mehr als 3400, der Wedeler TSV wurde damit zu einem der größten Sportvereine im Land Schleswig-Holstein. In Barnicks Amtszeit fiel die Einweihung des Vereinsheims an der Bekstraße mit Geschäftsstelle, Übernachtungszimmern, Veranstaltungssaal, Sporteinrichtungen und Gaststätte. Amtsinhaber Barnick (seit 2004 Träger der Wedeler Ehrennadel) starb im Dezember 2008, kurz zuvor wurde er mit dem Verdienstkreuz am Bande des Verdienstordens der Bundesrepublik Deutschland ausgezeichnet, konnte die Ehrung aber nicht mehr entgegennehmen.
Barnicks Nachfolgerin im Amt wurde Anja Schuster, die im März 2009 zur neuen TSV-Vorsitzenden gewählt wurde. Sie wurde die erste Frau im Amt, zuvor war Schuster im Vorstand für Jugendfragen zuständig. Bereits im Frühjahr 2010 gab es wieder einen Wechsel im Amt, Jürgen Brenker wurde zum Vereinsvorsitzenden gewählt. Der Verein geriet Mitte der 2010er Jahre in eine finanzielle Schieflage, mit Stand Sommer 2015 klaffte ein Minus von rund 95 000 Euro. Es drohte die Insolvenz. Der TSV verschaffte sich durch die Vermietung des kostspieligen Vereinsheims an die Stadt Wedel Linderung. Des Weiteren wurde eine erhebliche Anhebung des Mitgliedsbeitrags beschlossen. 2015 wurde Matthias Dugaro neuer Vereinsvorsitzender. Bis Januar 2016 fiel die Mitgliederanzahl auf rund 2500. Bei der Vorstandsneuwahl im Frühjahr 2019 trat Dugaro nicht wieder an. Da sich niemand um die Nachfolge bewarb, übernahm eine fünfköpfige Gruppe die Leitung als geschäftsführender Vorstand. Im März 2020 wurde die Vereinsgeschäftsstelle in Räume der Stadtsparkasse Wedel im Moorweggebiet verlegt. Dort befand sich früher eine Zweigstelle der Bank, die später in eine Selbstbedienungsfiliale umgewandelt wurde, wodurch Räume leerstanden. Die TSV-Turnhalle und das Vereinsheim an der Bekstraße gingen im Juli 2021 in den Besitz der Stadt Wedel über, um den wirtschaftlich angeschlagenen Verein zu entlasten.
Im September 2021 wurde Alexa Fresch Vereinsvorsitzende. Sie gab das Amt im Mai 2023 ab, zu ihrem Nachfolger wurde Michael Schleef gewählt.

## Fußball
Eine Mannschaft „Wedel“ taucht im Bezirk III des NFV erstmals 1920/21 in der Gruppenklasse auf. Vor den folgenden beiden Spielzeiten wird sie als „Sülldorf-Wedel“ angekündigt. Der Aufstieg in die 1. Kreisklasse (3. Liga) gelang der Mannschaft als Wedeler TV erstmals 1936. Zur Spielzeit 1938/39 gelang der Aufstieg in die zweitklassige Fußball-Bezirksklasse Groß-Hamburg, in der der Verein bis zum Aufstieg in die Gauliga 1944 spielte. Ab 1943 bildete der TV zusammen mit der SpVgg Blankenese die KSG Blankenese-Wedel, die zur Spielzeit 1944/45 den Aufstieg in die erstklassige Gauklasse Hamburg erreichte.
1975 veranstaltete der Verein erstmals sein Hallenfußballturnier, welches bis 2016 jeweils am 2. Weihnachtstag stattfand, ehe es in den Januar verlagert wurde. In der Saison 1975/76 schloss die Wedeler Mannschaft in der Hamburger Landesliga Hammonia als Spitzenreiter ab, unterlag jedoch in einem Entscheidungsspiel dem punktgleichen Klub Viktoria Wilhelmsburg-Veddel und verpasste den Aufstieg in die höchste Amateurklasse. Ein Jahr später wurde der TSV Vizemeister hinter dem Harburger TB 1865. In der Spielzeit 1979/80 folgte der Abstieg aus der Landesliga. Die Damen des TSV gewannen 1980 den Hamburger Pokalwettbewerb und zogen damit in den DFB-Pokal ein.
Den TSV-Herren gelang die Rückkehr in die Landesliga erst in der Saison 1993/94. Schon zwei Jahre später, 1995/96, wurde der Wedeler TSV Meister der Landesliga Hammonia und feierte den Aufstieg in die Verbandsliga Hamburg. Das Spieljahr 1995/96 in der Landesliga Hammonia schloss der TSV mit einem Torverhältnis von 105:32 (30 Spiele) ab. Am vorletzten Spieltag gelang Wedel im Mai 1996 ein 18:0-Sieg gegen Komet Blankenese. Trainer der Meistermannschaft war Carrel Segner, der den Verein im Anschluss an den Erfolg verließ. Anschließend wurde die Mannschaft bis 2000 von Trainer Carstens Böttcher betreut.
In der Verbandsliga hielt sich die Mannschaft bis zum Jahr 2000. Nach dem Abstieg wurde 2001 unter dem im Sommer 2000 als Trainer geholten Michael Fischer der direkte Wiederaufstieg in die Verbandsliga geschafft. In der Saison 2002/03 errang der Verein ebenfalls unter Trainer Fischer, der mit Thomas Vogel einen ehemaligen Bundesliga-Spieler zu seinem Aufgebot zählte, durch einen vierten Tabellenplatz und den Weg der Aufstiegsspiele erstmals den Aufstieg in die Oberliga Hamburg/Schleswig-Holstein. Mit nur zwei Siegen und einer 0:8-Heimniederlage gegen die zweite Mannschaft von Holstein Kiel musste der TSV aus der Oberliga als Vorletzter sofort wieder absteigen. 2004 beendete Fischer seine Trainertätigkeit bei dem Verein, sein Nachfolger wurde Peter Ehlers, der den TSV im Spieljahr 2004/05 betreute. Im Sommer 2005 trat Michael Noffz das Traineramt beim weiterhin der Verbandsliga zugehörigen Wedeler TSV an. 2006 stieß Detlef Kebbe als Manager zum TSV. Im Januar 2007 kam es zur Trennung zwischen Wedel und Trainer Noffz, als Nachfolger wurde Andreas Reinke geholt. 2007 erfolgte der Abstieg in die Landesliga, Reinke verließ den TSV am Ende des Spieljahres 2007/08.
Der Wedeler TSV verpflichtete im Sommer 2008 Peter Nogly als Trainer. Unter der Leitung des früheren Bundesliga-Spielers errang der TSV 2009 erneut die Meisterschaft der Landesliga Hammonia. Ende März 2010 verließ Nogly den Verein, Kebbe ging im selben Jahr. Neuer Trainer und damit Nogly-Nachfolger wurde Frank Pagenkopf. Während der Winterpause 2010/11 legte dieser das Amt nieder, der TSV holte Berkan Algan als Spielertrainer, der die Wedeler im Frühling 2011 aber nicht vor dem Abstieg aus der Oberliga Hamburg bewahren konnte. Im Sommer 2011 kam Oliver Berndt als neuer Trainer nach Wedel. 2012 gab Berndt das Amt ab, im Sommer 2012 wurden Heiko Barthel und Thorsten Zessin als gleichberechtigtes TSV-Trainergespann eingesetzt. Im März 2016 zog sich Zessin zurück, nachdem Barthel und er sich entzweit hatten. Im Frühling 2016 gelang als Landesliga-Zweiter die erneute Rückkehr in die Oberliga, danach trennte sich der Verein von Barthel. Jörn Großkopf kam mit Beginn des Spieljahres 2016/17 als Trainer nach Wedel, bat aber noch in der Vorbereitung um die Freigabe, um zum SV Eichede zu wechseln. Co-Trainer Daniel Domingo wurde nach Großkopfs Weggang zum TSV-Cheftrainer befördert. Im Januar 2017 kam Großkopf dann nach Wedel zurück, nachdem er bereits im November 2016 in Eichede entlassen worden war. Domingo rückte ins Co-Traineramt zurück. Mitte April 2018 wurde Großkopf vom TSV freigestellt, die Mannschaft befand sich in Abstiegsgefahr, Daniel Domingo kehrte nach Wedel zurück und wurde Großkopfs Nachfolger.
2018 begann Detlef Kebbe seine zweite Amtszeit als Wedeler Manager. In der Winterpause 2018/19 trat Trainer Domingo von seinem Amt zurück. Anđelko Ivanko kam als Domingo-Nachfolger nach Wedel und führte den TSV im weiteren Saisonverlauf 2018/19 knapp zum Klassenerhalt in der Oberliga Hamburg, doch zog der Verein die Mannschaft im Sommer 2019 aus der Liga zurück. Der TSV begann anschließend in der A-Klasse (9. Liga) einen neuen Anfang in einer Spielgemeinschaft mit den neu gegründeten Sportfreunden Holm.

## Boxen
1954 bildete sich eine Boxabteilung, die von 1955 bis 1995 unter der Leitung von Günther Wilke (1930–2019) stand und die Boxer wie Roland Gier, Hans-Georg Pillarz und Reinhard Eichberger hervorbrachte. Wilke, Träger der Goldenen Ehrennadel des Deutschen Amateur-Box-Verbands, war zwischen 1967 und 1978 auch stellvertretender Vorsitzender des Hamburger Amateurboxverbands sowie 25 Jahre lang Inhaber einer Kampfrichterlizenz für internationale Kämpfe. Wilkes Nachfolger als Abteilungsleiter wurde der ebenfalls über eine internationale Kampfrichterlizenz verfügende Herbert Offermanns, Neffe des ehemaligen Berufsboxers Hubert Offermanns. Die TSV-Boxabteilung entwickelte sich unter Trainer Bruno Moldt in den 1960er und 1970er Jahren zu einer Hochburg im Amateurboxsport des Großraums Hamburg.
In den 1990er und 2000er Jahren knüpfte der gebürtige Albaner Igli Kapllani, der 1999 die deutsche Staatsbürgerschaft erhielt, an die erfolgreiche Vergangenheit der TSV-Kämpfer an, wurde zweimal norddeutscher Amateurmeister und sechsmal Hamburger Meister.

## Leichtathletik
1975 tat sich die Leichtathletikabteilung des Wedeler TSV mit jener des VfL Pinneberg zusammen, gemeinsam wurde die LG Wedel-Pinneberg gegründet. Bei den Olympischen Sommerspielen 1984 gewann der für die LG startende Rolf Danneberg die Goldmedaille im Diskuswurf und wurde daraufhin als Ehrenmitglied des Wedeler TSV ausgezeichnet. 1988 gewann Danneberg Olympiabronze. Ab dem Jahr 2000 stieß mit Markus Münch erneut ein Mitglied des TSV und LG-Starter in die deutsche Diskusspitze vor und nahm später ebenfalls an Olympischen Spielen teil. Bis Ende Oktober 2010 war Bernd Smrcka jahrzehntelang zunächst als Läufer (1975 Zweiter der deutschen Jugendmeisterschaft über 800 Meter, 1977 Dritter der Deutschen Meisterschaft mit der 4 × 800-m-Staffel, Teilnehmer an Junioren-Länderkämpfen), dann als Trainer (unter anderem von André Green) und Leichtathletik-Abteilungsleiter für den Verein tätig.

## Weitere Sportarten
Neben Boxen, Fußball und Leichtathletik werden beim Wedeler TSV auch Aikido, Badminton, Einrad, Fitness & Gesundheitssport, Handball (in der HSG Rissen/Wedel), Judo, Karate, Kegeln, Klettern, Rollsport, Schwimmen, Tanzen, Tischtennis, Turnen und Volleyball angeboten.

## Bekannte Vereinspersönlichkeiten
- Philip Albrecht, Fußballspieler
- Hauke Brückner, Fußballspieler
- Rolf Danneberg, Diskuswerfer
- Reinhard Eichberger, Boxer
- Roland Gier, Boxer
- Sven Hackmann, Schwimmer
- Artur Heß, Leichtathletiktrainer
- Markus Münch, Diskuswerfer
- Karl-Heinz Noldt, Fußballspieler
- Herbert Offermanns, Boxfunktionär
- Hans-Georg Pillarz, Boxer
- Fabian Seeger, Sportwissenschaftler und Fußballtrainer
- Bernd Smrcka, Leichtathlet und Leichtathletiktrainer
- Kerstin Ubben, Badmintonspielerin
- André Werther, Fußballspieler
- Günther Wilke, Boxfunktionär und Journalist